# Aspila beckeri
Aspila beckeri là một loài bướm đêm trong họ Noctuidae.